# Eskilstunapartiet
Eskilstunapartiet var ett lokalt politiskt parti med rötter i Ny demokrati, som var registrerat för val till kommunfullmäktige i Eskilstuna kommun. Partiet var representerat i Eskilstuna kommunfullmäktige under mandatperioden 1998/2002.